# Surfin' U.S.A. (single)
Surfin' U.S.A. is een single van de Amerikaanse band The Beach Boys uit 1963. Het stond in hetzelfde jaar als eerste track op het gelijknamige album Surfin' U.S.A..

## Achtergrond
Surfin' U.S.A. is geschreven door Brian Wilson en Chuck Berry en geproduceerd door Nick Venet. De melodie van het nummer komt van het lied Sweet Little Sixteen van Chuck Berry. In de eerste release was het nummer enkel toegeschreven aan Brian Wilson, maar later werd ook Chuck Berry als schrijver toegevoegd. Dit gebeurde nadat in 1966 de auteursrechten aan Chuck Berry waren overgedragen door Murry Wilson, manager van de band en vader van onder andere Brian Wilson. Dit deed hij om een rechtszaak van Chuck Berry tegen Brian Wilson en The Beach Boys te voorkomen. Hierdoor ontvingen de leden van The Beach Boys geen geld meer voor het lied, waar ze pas 25 jaar na het uitbrengen van het nummer achter kwamen. De leden liepen daardoor veel geld mis, want het lied was een grote hit; het bereikte zelfs de derde plaats in de Billboard Hot 100 en een 34e plaats in de Britse hitlijst.